# توربین فرانسیس

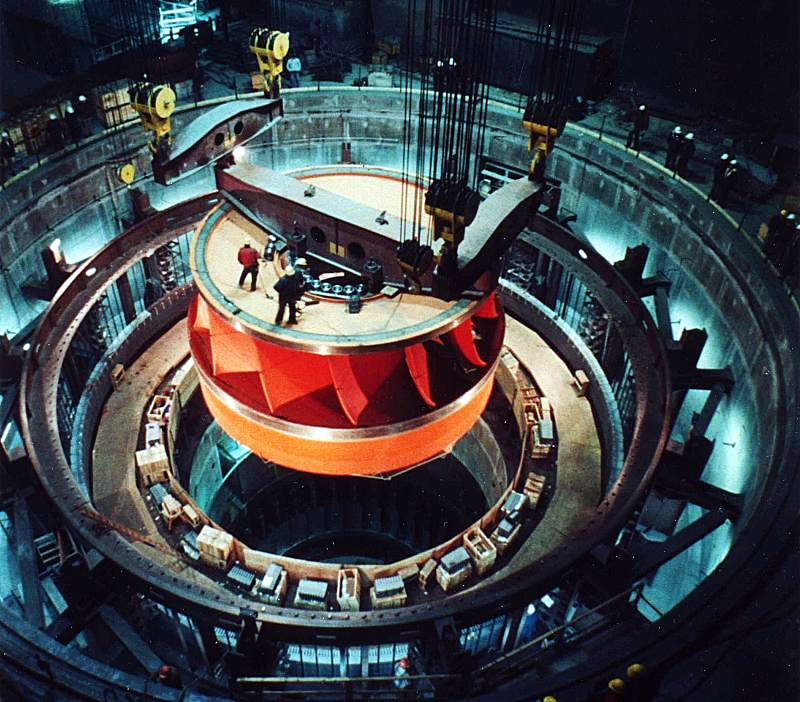
یک توربین آبی از نوع فرانسیس

توربین فرانسیس (Francis) توسط James B. Francis اختراع شد. این توربین یک توربین آبی عکس‌العملی با جریان داخل‌شونده (Inward Flow) است که از مفاهیم جریان محوری (Axial) و گردشی (Radial) بهره می‌برد.
این توربین پرکاربردترین توربین آبی است. این توربین از نوع عکس‌العملی بوده و به همین دلیل در یک سوی آن آب پرفشار و در سوی دیگر آب خروجی کم فشار وجود دارد.
ورودی شکل حلزونی دارد و این ساختار به کمک دریچه‌های هدایت کننده (Wicket Gates or Guide Vanes) باعث می‌شوند آب مماس وار (tangentially) به رانر برخورد کند و رانر به چرخش درآید. هرچه آب بیشتر به دور توربین می‌چرخد شعاع مجرای آن کمتر می‌شود که در نتیجه آب سرعت از دست رفته خود را احیا می‌کند. در نهایت آب خروجی دارای حداقل انرژی جنبشی و پتانسیل است.
هزینه طراحی، ساخت و نصب توربین‌های فرانسیس بسیار زیاد است اما برای سالیان متمادی کار می‌کنند.

## نگارخانه

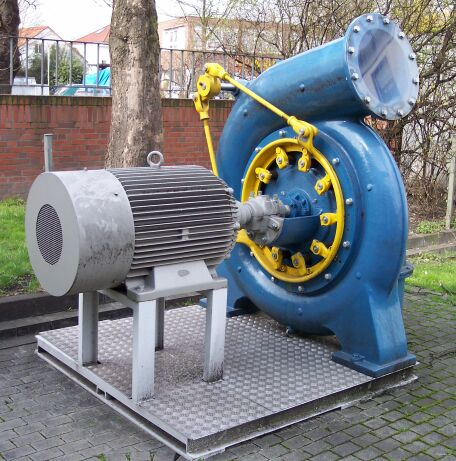
توربین فرانسیس (نمای بیرونی) متصل به یک ژنراتور
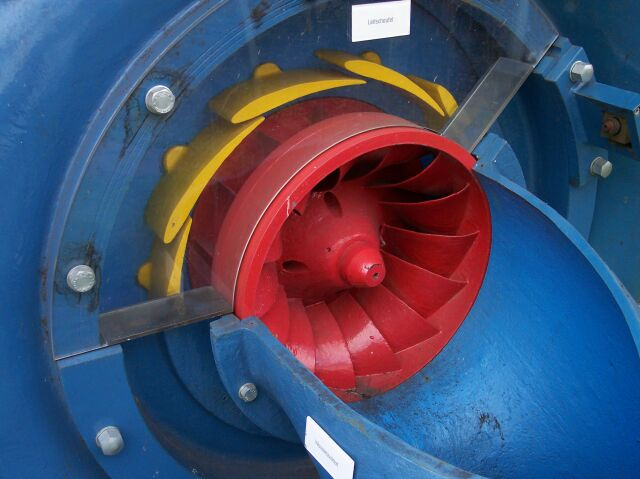
نمای بریده، با پره های راهنما (زرد) در تنظیم حداقل جریان
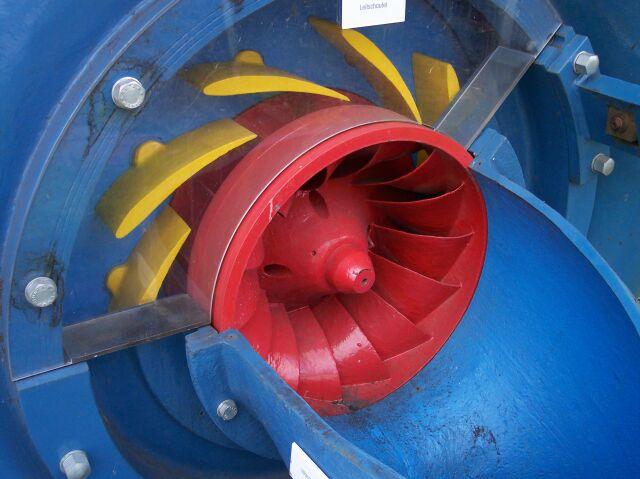
نمای بریده، با پره های راهنما (زرد) در تنظیم جریان کامل